# Grünenbaum (Dönberg)
Grünenbaum ist eine Ortslage im Norden der bergischen Großstadt Wuppertal.

## Lage und Beschreibung
Die Ortslage liegt im Norden des Wohnquartiers Uellendahl-Ost im Stadtbezirk Uellendahl-Katernberg auf einer Höhe von 294 m ü. NHN an der Straße Westfalenweg gegenüber dem Abzweig der Kohlstraße. Der Name Grünenbaum ist als eigenständige Bezeichnung für diese Ortslage mehrheitlich nicht mehr im Bewusstsein der Bevölkerung vorhanden, der ursprüngliche Wohnplatz ist in der Wohnbebauung entlang des Westfalenwegs aufgegangen.
Grünenbaum liegt nördlich des Westfalenwegs. Weitere benachbarte Orte sind die Höfe und Ortslagen Webershaus, Unterwebershaus, Am Neuen Sültekop, Sonnenblume und Sonnenschein. In der lokalen Mundart wurde der Ort auch als beim grönen Boom bezeichnet.

## Geschichte
Im 19. Jahrhundert gehörte Grünenbaum zu den Außenortschaften der Bauerschaft und der Kirchengemeinde Dönberg in der Bürgermeisterei Hardenberg, die 1935 in Neviges umbenannt wurde. Damit gehörte es von 1816 bis 1861 zum Kreis Elberfeld und ab 1861 zum alten Kreis Mettmann. Der Ort lag damals direkt an der Grenze der Bauerschaft zur Uellendahler Rotte der Oberbürgermeisterei Elberfeld.
Der Ort ist auf der Gemeinde Charte des Parzellar Katasters der Bürgermeisterei Hardenberg von 1815/16 als am Grünenbaum eingezeichnet. Der Ort ist auf der Topographischen Aufnahme der Rheinlande von 1824 und auf der Preußischen Uraufnahme von 1843 unbeschriftet eingezeichnet. Auf dem Wuppertaler Stadtplan von 1930 trägt der Ort den Namen Grünenbaum.
Im Gemeindelexikon für die Provinz Rheinland von 1888 werden ein Wohnhaus mit fünf Einwohnern angegeben. Der Ort wird dort Grünebaum genannt.
An Grünenbaum verlief ein Kohlenweg von Sprockhövel nach Elberfeld (hier der heutige Westfalenweg und die Kohl(en)straße), auf dem im ausgehenden 18. Jahrhundert und in der ersten Hälfte des 19. Jahrhunderts Steinkohle von den Zechen im südlichen Ruhrgebiet zu den Fabriken im Wuppertal transportiert wurde, das in dieser Zeit das industrielle Herz der Region war.
Mit der Kommunalreform von 1929 wurde der südliche Teil Dönbergs von Neviges abgespalten und mit weiteren, außerhalb von Dönberg liegenden Nevigeser Ortschaften in die neu gegründete Stadt Wuppertal eingemeindet, so auch Grünenbaum. Nördlich von Grünenbaum verlief bis 1975 die Stadtgrenze zwischen Wuppertal und Neviges, südlich davon bis 1929 die von Neviges zu Elberfeld. Durch die nordrhein-westfälische Gebietsreform kam Neviges mit Beginn des Jahres 1975 zur Stadt Velbert und das restliche Dönberg wurde ebenfalls in Wuppertal eingemeindet. Dadurch verlor Grünenbaum endgültig seine Grenzlage.